# Isaac Dashiell Jones
Isaac Dashiell Jones (ur. 1 listopada 1806, zm. 5 lipca 1893 w Baltimore, Maryland) – amerykański prawnik i polityk związany z Partią Wigów. W latach 1841–1843 przez jedną kadencję Kongresu Stanów Zjednoczonych był przedstawicielem pierwszego okręgu wyborczego w stanie Maryland w Izbie Reprezentantów Stanów Zjednoczonych.